# Heinz Engelhardt (Chemiker)
Heinz Engelhardt (* 31. August 1936 in Nürnberg) ist ein deutscher Chemiker und  Hochschullehrer an der Universität des Saarlandes.

## Leben
Engelhardt studierte an der Universität Erlangen-Nürnberg. Er wurde 1965 promoviert und 1971 habilitiert. Als Post-Doktorand war er bei Barry L. Karger in Boston. Ab 1971 war er Professor an der Universität des Saarlandes. Er war am Institut für Angewandte Physikalische Chemie (Leitung István Halász) und leitete dieses nach der Emeritierung von Halász. Nach der Emeritierung war er Gastprofessor an der Universität Innsbruck.
Engelhardt ist für Entwicklung von Hochleistungs-Trennverfahren in der instrumentellen Analytik bekannt und befasste sich mit organischer Analytik und Bioanalytik. Seine Monographie über Hochleistungsflüssigkeitschromatographie (HPLC) wurde ins Englische, Russische und Chinesische übersetzt. Er leistete auch wichtige Beiträge zur Überkritischen Fluidchromatographie (SFC) und -extraktion (SFE)  und Kapillarelektrophorese (CE). Von ihm stammen über 250 wissenschaftliche Veröffentlichungen. Er betreute 97 Doktoranden in Saarbrücken.
Er erhielt die Clemens-Winkler-Medaille und die Fritz Pregl Medaille der Österreichischen Gesellschaft für Analytische Chemie. 1990 bis 2003 gab er die Zeitschrift Chromatographia heraus. 1993 erhielt er die Martin Medal der Chromatographical Society und 1992 den Stephen Dal Nogare Award.
Er ist Mitglied des Wissenschaftsrats in Österreich. Engelhardt war lange Zeit Vorstandsmitglied der GDCh-Fachgruppe Analytische Chemie und des Arbeitskreises Separation Sciences.

## Schriften (Auswahl)
- Hochdruck-Flüssigkeitschromatographie, Springer 2. Auflage 1977 (englische Ausgabe Springer 1979)
- mit Thomas Schmitt, Wolfgang Beck: Kapillarelektrophorese – Methoden und Möglichkeiten, Vieweg 1994 (englische Ausgabe Vieweg 1996)
- Herausgeber mit anderen: Practice of High Performance Liquid Chromatography, Springer 1986
- mit Wolfgang Beck, Jörg Kohr, Thomas Schmitt: Kapillarelektrophorese: Methoden und Möglichkeiten. In: Angewandte Chemie. 105, 1993, S. 659, doi:10.1002/ange.19931050504.